# جامعة كونثبثيون تلفزيون
جامعة كونثبثيون تلفزيون (باللغة الإسبانية: Televisión Universidad de Concepción)، والمعروفة أيضًا باسم TVU في اختصارها باللغة الإسبانية، هي قناة تلفزيونية جامعية تشيلية، تابعة لجامعة كونثبثيون.
تنتقل القناة منذ عام 1977 ، وتتمتع بتغطية في مدن تشيلان ، كونثبثيون ، تيموكو ، فالديفيا وبويرتو مونت.